# Mahmutlu, Kırıkhan
Mahmutlu là một xã thuộc huyện Kırıkhan, tỉnh Hatay, Thổ Nhĩ Kỳ. Dân số thời điểm năm 2011 là 109 người.